# Michał Zwoliński
Michał Antoni Zwoliński (ur. 28 grudnia 1846 r. w Warszawie, zm. 1912 r. tamże) – polski przemysłowiec, ludwisarz, współwłaściciel zakładów ludwisarskich "A. Zwoliński i S. Czerniewicz" w Pustelniku k. Warszawy. 
Urodził się w Warszawie w rodzinie urzędniczej. Jego ojciec Józef (1795–1847) rendant (skarbnik) biura stemplowego w Komisji Rządowej Przychodów i Skarbu, wywodził się ze znanej sieradzkiej rodziny, uszlachconej na Sejmie Wielkim z herbem Łada. Matka Michała Paulina Irena z domu de Seifert (Zajfert, Seiffert) była córką warszawskiego urzędnika z pomorskiej rodziny szlacheckiej herbu Sartawski, wyznania ewangelicko-augsburskiego. Jego wujecznym dziadkiem (mężem Salomei Zwolińskiej, siostry jego dziadka Adama) był ekonomista Kajetan Dominik Kalinowski (1775–1828) dyrektor w Komisji Przychodów, twórca i prezes Towarzystwa Kredytowego Ziemskiego w Królestwie Polskim. Jego kuzynem ze strony rodziny Kalinowskich był poeta Ludwik Brzozowski. 

## Wywód genealogiczny
| 4. Adam Zwoliński syn Andrzeja Zwolińskiego |  |                             |  |  |                            |
|                                             |  | 2. Józef Zwoliński          |  |  |                            |
| 5. Dorota Karpińska                         |  |                             |  |  |                            |
|                                             |  |                             |  |  | 1. Michał Antoni Zwoliński |
| 6. Karol Andrzej de Seifert                 |  |                             |  |  |                            |
|                                             |  | 3. Paulina Irena de Seifert |  |  |                            |
| 7. Ewa Podbielska                           |  |                             |  |  |                            |
|                                             |  |                             |  |  |                            |

Zwoliński wcześnie zaczął się samodzielnie utrzymywać ze względu na przedwczesną śmierć ojca. Rozpoczął terminowanie jako ludwisarz pod okiem przyjaciela rodziny Michała Petersilge, właściciela dużego zakładu o wielopokoleniowej tradycji – nie mając potomka upatrzył on sobie Zwolińskiego na swojego następcę. W tym samym czasie Paulina Zwolińska również podjęła samodzielną działalność gospodarczą, zajmując się pośrednictwem w zakresie usług guwernerskich. W ten sposób dorobiła się dwóch kamienic - przy ulicy Samborskiej (na Nowym Mieście) oraz Gęsiej.  
Ok. 1860 r. Zwoliński przejął po Petersilgem zarząd nad firmą, którą w kolejnych latach znacznie rozwinął. W l. 90. XIX w. wszedł w spółkę z przedsiębiorcą ludwisarskim Fulgentym Englishem (Engliszem), a po jego śmierci w 1908 r. ze Stanisławem Czerniewiczem. Wówczas też przeniósł produkcję do podwarszawskiej wsi Pustelnik. W tym czasie obrót roczny wynosił ok. 120 000 rubli, a jedna czwarta produkcji była eksportowana do Cesarstwa Rosyjskiego (przede wszystkim na Litwę). Reszta zamówień dotyczyła Królestwa Polskiego. Według materiałów reklamowych z 1910 r. Zwoliński uchodził za "jedynego w kraju specjalistę znanego z odlewania wielkich dzwonów". 

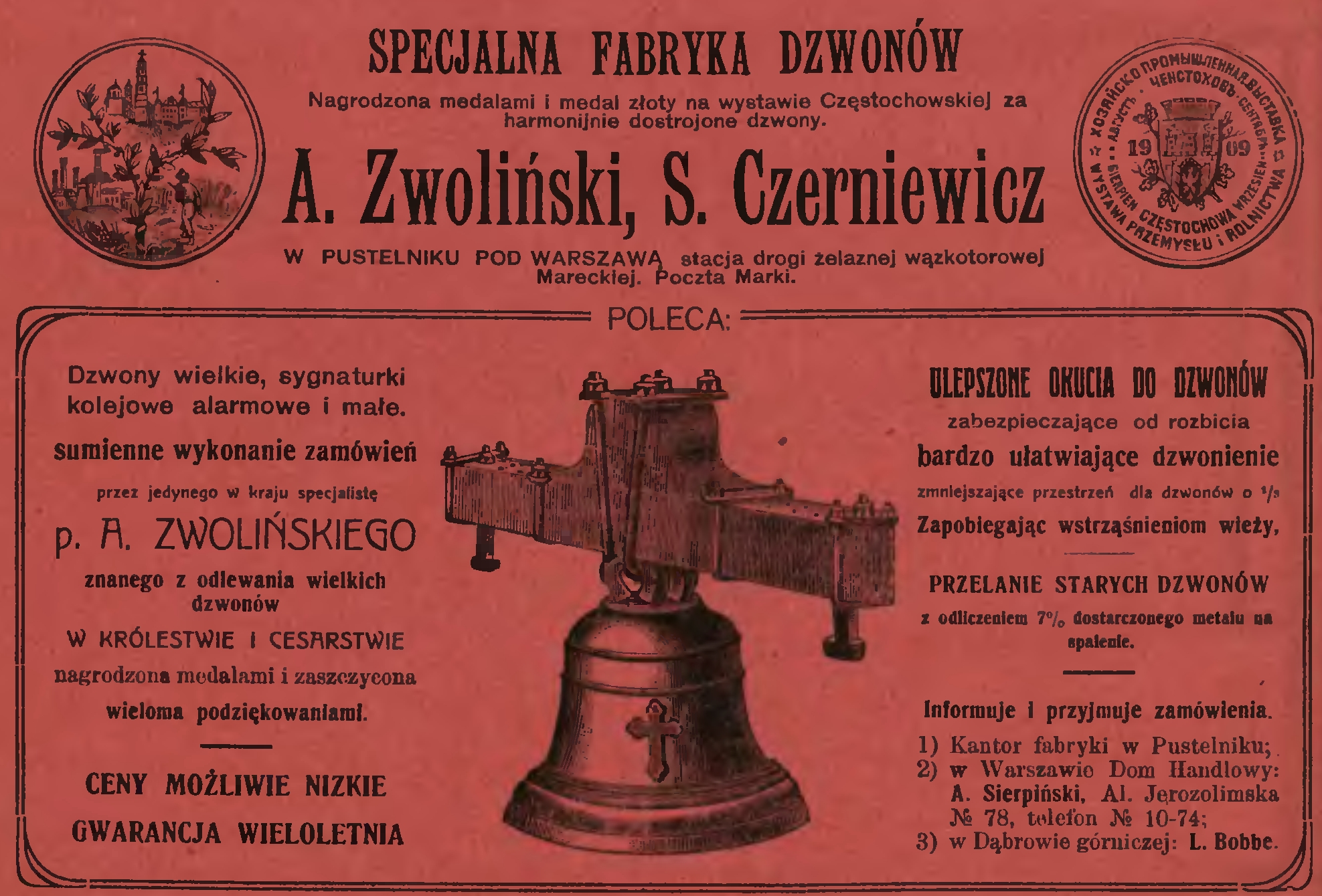
Reklama Odlewni A. Zwoliński & S. Czerniewicz

Pod koniec życia przekazał udziały w firmie córce Matyldzie (żonie przemysłowca Stanisława Keniga, syna Józefa i Salomei z Palińskich), choć wciąż pozostawał dyrektorem ds. technicznych. Po jego śmierci ze względu na trudną sytuację finansową rodziny Kenigów (ze względu na nierozważne postępowanie męża Matyldy) firmę i powszechnie znaną markę „A. Zwoliński & S. Czerniewicz” przejął dotychczasowy wspólnik Czerniewicz.
Z małżeństwa z Marią Michaliną Rogalewiczówną (córką Antoniego) miał przedwcześnie zmarłego syna Michała oraz córkę Matyldę. Wnukiem Zwolińskiego był Marian Kenig. 